# Benny Brodda
Richard Benn (Benny) Aster Brodda, ursprungligen Karlson, född 19 februari 1934 i Stockholm, död 4 april 2022 i Högalids församling i Stockholm, var professor emeritus i datorlingvistik vid institutionen för lingvistik, Stockholms universitet. Tillsammans med Hans Karlgren grundade han företaget Skriptor som tillhandahöll varumärkessökningar för patent- och registreringsverk i hela världen.
Broddas stora uppfinning, som också företaget Skriptor byggde på, var ett datorprogram som kunde visa liknande ord, inte bara hitta samma ord. Den lingvistiska utmaningen då på 60-talet när Brodda uppfann sin algoritm, var att kunna söka och upptäcka varumärken som på ett eller annat sätt kunde krocka med befintliga varumärken. Att Coca Cola eller Volvo är upptaget var ju lätt att förstå, men hur är det med till exempel Totelli Tola. Går det att döpa en läskedryck till det namnet? Ja, enligt alla då befintliga register. Men Broddas program kunde avslöja alla varumärken som också liknade ett befintligt varumärke. 
Brodda var son till uppfinnaren Axel Karlson, mannen bakom Karlsons klister. Benny Brodda är gravsatt i minneslunden i Högalids församling i Stockholm.